# Sigfús Einarsson
En aquest nom islandès, el darrer nom és un patronímic, no pas un cognom. La manera de referir-se a aquesta persona és pel nom de pila.
Sigfús Einarsson   (Eyrarbakki, 30 de gener de 1877 - Reykjavík, 10 de maig de 1939) fou un compositor islandès.
Durant algun temps va rebre lliçons d'August Enna i de Paul Lincke a Copenhaguen, es pot considerar que la seva educació musical fou per complet autodidacta.
Les seves obres, d'una poderosa originalitat, consisteixen, principalment, en composicions corals i en música per a piano. Entre les primeres destaquen les titulades Lofgjörd i Svanirnir i una cantata composta en ocasió de la visita del rei Frederic a Islàndia el 1907.